# Kanton La Tour-d'Auvergne
Kanton La Tour-d'Auvergne (fr. Canton de La Tour-d'Auvergne) je francouzský kanton v departementu Puy-de-Dôme v regionu Auvergne. Tvoří ho osm obcí.

## Obce kantonu
- Bagnols
- Chastreix
- Cros
- Picherande
- Saint-Donat
- Saint-Genès-Champespe
- La Tour-d'Auvergne
- Trémouille-Saint-Loup